# Harry Bosch (série télévisée)
Pour les articles homonymes, voir Harry Bosch et Bosch.
Production
Diffusion
Chronologie
Bosch: Legacy
Harry Bosch (Bosch) est une série télévisée américaine de procédures policières en 68 épisodes d'environ 52 minutes, créée par Michael Connelly et produite par Amazon Studios. Développée pour Amazon par Eric Overmyer, elle s'inspire du personnage du même nom des romans policiers de Michael Connelly. Elle a été diffusée entre 6 février 2014 et le 25 juin 2021 sur Amazon Video, au Canada à partir du 14 février 2015 sur le service CraveTV. La première saison a été diffusée en clair à partir du 14 juillet 2016 sur le réseau CTV.
En Suisse, la série est diffusée sur RTS Deux à partir du 10 mai 2016 et en France à partir du 22 mai 2016 sur France 3. Elle est également sur la plate-forme Prime Video.
Une première série dérivée, intitulée Bosch: Legacy, sort sur Prime Video en 2022. Elle dure trois saisons. En 2024, Prime Video annonce le lancement d'une seconde série dérivée, Ballard. Diffusée à l'été 2025, elle met en scène le personnage de Renée Ballard, incarné par Maggie Q.

## Synopsis
Vétéran de l'armée américaine ayant servi durant la guerre du Golfe, Hieronymus "Harry" Bosch est un inspecteur de la brigade des homicides d'Hollywood, au sein du Los Angeles Police Department.
Saison 1
Adaptée des romans La Blonde en béton, Wonderland Avenue et Echo Park
Harry Bosch enquête à la fois sur le meurtre d'un enfant de 12 ans dont les ossements ont été retrouvés dans une colline de Laurel Canyon, et sur un dangereux tueur en série, Raynard Waits, qu'il poursuit à l'aide de son coéquipier Jerry Edgar. Il est en même temps poursuivi en justice pour avoir tué un suspect potentiel. Il entretient par ailleurs une liaison avec une nouvelle recrue.
Saison 2
Adaptée des romans Le Dernier Coyote, Le Cadavre dans la Rolls et Ceux qui tombent
Harry Bosch enquête sur le meurtre du producteur de films pornographiques Tony Allen. Cela se révèle plus complexe et de plus en plus dangereux et l'enquête pourrait être liée à une autre. De plus, son enquête le mène à Las Vegas et implique son ex-femme, Eleanor. De plus, de nouvelles informations lui parviennent sur la mort de sa mère survenue en 1979. Par ailleurs, le département de police est impliqué dans les futures élections municipales et dans un jeu politique. Le chef-adjoint Irvin Irving décide de soutenir publiquement l'ambitieux procureur Rick O'Shea qui lui promet de lui offrir le poste de chef de la police de Los Angeles.
Saison 3
Adaptée des romans Les Égouts de Los Angeles et L'Oiseau des ténèbres
Seize mois après les révélations sur le meurtre de sa mère, Harry peine à se remettre. Sa fille Maddie vit désormais avec lui à L.A. où elle va au lycée alors que sa mère est à Hong Kong. Harry doit gérer les suites de l'affaire Tony Allen. Il est également sur les traces d'Ed Gunn, un vieil ivrogne peut-être lié au meurtre de sa mère à la fin des années 1970. Gunn est retrouvé mort et l'enquête est confiée aux inspecteurs Santiago « Jimmy » Robertson et Rondell Pierce (fraîchement promu). Harry enquête par ailleurs depuis plusieurs mois sur le meurtre médiatisé d'une actrice par le réalisateur Andrew Holland, ainsi que sur l'assassinat d'un ancien soldat, Billy Meadows. Un tueur à vélo sévit quant à lui à Koreatown. Harry commence une liaison avec Anita Benitez, substitut du procureur O'Shea.
Saison 4
Adaptée des romans L'Envol des anges, Les Neuf Dragons avec quelques éléments de Le Dernier Coyote
Trois mois plus tard, les suites de l'enquête sur le meurtre d'Ed Gunn continuent d'occuper Harry, tout comme ses investigations sur le meurtre de sa mère en 1979. Bosch suspecte un homme très haut placé de L.A., Bradley Walker. Par ailleurs, le célèbre avocat Howard Elias, spécialisé dans les droits civiques et qui allait être opposé la brigade Vols et Homicides du LAPD dans un procès retentissant lié, se fait assassiner dans le funiculaire Angels Flight. En raison des tensions en ville et de la pression de ses supérieurs, le chef Irving décide alors de créer une unité spéciale et en donne la direction à Harry. Il y est entouré des inspecteurs Santiago Robertson et Rondell Pierce et de deux inspectrices des Affaires Internes, Gabriella Lincoln et Amy Snyder. De son côté, Jerry Edgar n'a pas encore repris le travail après s'être fait tirer dessus. Son ex-femme le pousse à arrêter. Par ailleurs, le « tueur de Koreatown » sévit toujours.
Saison 5
Adaptée du roman Une vérité à deux visages
Quinze mois après avoir arrêté le meurtrier de Howard Elias et de sa mère, Harry et Jerry Edgar enquêtent sur le meurtre d'un pharmacien, lors d'un braquage lié à un trafic de médicaments. Un autre meurtre sur lequel travaille l'inspecteur Robertson, désormais dans l'unité de Newton, pourrait être lié à la même affaire. Par ailleurs, une ancienne enquête de Harry, l'affaire du meurtre de Danielle Skyler au milieu des années 1990, est rouverte par la nouvelle procureure Roselyn Hines et la commission de révision, où Maddie est désormais en stage. Preston Borders, l'homme accusé à l'époque par Harry et qui a été condamné, clame son innocence. Il atteste qu'un autre détenu aujourd'hui décédé, Lucas Olmer, est le véritable coupable. De son côté, Jerry Edgar enquête sur la mort de son indic', Gary Wise, peut-être liée à des ripoux. Le chef Irving brigue le poste de maire, alors que « Laurel & Hardy » sont poussés vers la retraite.
Saison 6
Adaptée des romans À genoux et Nuit sombre et sacrée
Onze mois plus tard, Harry Bosch enquête toujours sur le meurtre non élucidé de la jeune Daisy Clayton, alors que Jerry surveille les inspecteurs Marcos et Arias, qu'il soupçonne du meurtre de son informateur Gary Wise. Une nouvelle affaire va cependant leur être confiée : l'assassinat du physicien médical Stanley Kent au Belvédère d'Hollywood Lake. Son meurtre pourrait lié à un important vol de césium, destiné à créer des armes. Une organisation complotiste, les Souverains 308, est suspectée, alors que le FBI est également sur l'affaire. Maddie travaille dans le cabinet de l'avocate Honey Chandler, qui lui confie une « mission ». Le chef Irving est quant à lui en pleine campagne pour le poste de maire de Los Angeles, alors que sa compagne est enceinte.
Saison 7
Adaptée du roman Mariachi Plaza
Quatre mois plus tard, toute la ville fête le passage à la nouvelle année. Maddie est toujours en couple avec Antonio Valens et passe la soirée chez Honey « Money » Chandler. Harry passe quant à lui la soirée en tête à tête avec la juge Donna Sobel. De son côté, Jerry Garcia a du mal à se remettre de la mort de Dwight Wise et aux événements liés à Jacques Avril. Le LAPD est appelé en urgence sur un incendie d'immeuble à East Hollywood. D'origine criminelle, il a provoqué la mort de cinq personnes, dont une jeune fille de 10 ans, Sonia Hernandez. Harry et Jerry peinent à trouver des témoins volontaires dans ce quartier hispanique défavorisé tenu par le gang Las Palmas 13. Jun Park et le chef Irvin Irving, qui a abandonné la course à la mairie de L.A. au profit de Susanna Lopez, doivent faire face à la naissance prématurée de leur fils. Assistée de Maddie Bosch, Honey Chandler défend Vincent Franzen, un homme d'affaires accusé d'avoir escroqué plus de 200 personnes. L'homme veut passer un accord pour dénoncer « de plus gros poissons ». De son côté, le lieutenant Grace Billets doit affronter des policiers machos qui ont notamment anonymement vandalisé sa voiture.

## Distribution

### Acteurs principaux
- Titus Welliver (VF : Jean-Louis Faure) : l'inspecteur Hieronymus "Harry" Bosch
- Jamie Hector (VF : Jean-Baptiste Anoumon) : l'inspecteur Jerry Edgar, dit « J. Edgar »
- Amy Aquino (VF : Martine Meirhaeghe (saison 1) puis Françoise Vallon (saisons 2 à 7)) : le lieutenant Grace Billets
- Lance Reddick (VF : Thierry Desroses) : le chef Irvin Irving
- Madison Lintz (VF : Camille Timmerman) : Maddie Bosch (récurrente saison 1, régulière saisons 2 à 7)
- Mimi Rogers (VF : Micky Sébastian) : Honey « Money » Chandler (saison 7, récurrente saisons 1 à 6)
- Paul Calderon (VF : Bruno Dubernat) : l'inspecteur Santiago « Jimmy » Robertson (saison 7, récurrent saisons 3 à 5)

### Anciens acteurs principaux
- Sarah Clarke (VF : Rafaèle Moutier) : Eleanor Wish (saisons 1, 2 et 4 ; invitée saison 3)
- Annie Wersching (VF : Anne Rondeleux) : officier Julia Brasher (saison 1, invitée saison 2 et 7)
- Jason Gedrick (VF : Bruno Choël) : Raynard Waits (saison 1)
- Jeri Ryan (VF : Malvina Germain) : Veronica Allen (saisons 2 et 3, invitée saison 5)
- Brent Sexton (VF : Jean-François Aupied) : Carl Nash (saison 2)

### Acteurs récurrents et invités
| - Steven Culp (VF : Georges Caudron) : procureur Richard « Rick » O'Shea (saisons 1 à 4) - Gregory Scott Cummins (VF : Jérôme Rebbot) : l'inspecteur Moore, surnommé Laurel (Crate en VO) - Troy Evans (VF : Christian Peythieu) : l'inspecteur Johnson, surnommé Hardy (Barrel en VO) - Scott Klace (en) (VF : Denis Boileau) : sergent John Mankiewicz - DaJuan Johnson (VF : Diouc Koma) : officier Rondell Pierce - Jacqueline Obradors (VF : Claire Guyot) : inspecteur Christina Vega (saisons 5 à 7) - Deji LaRay (VF : Jean-Michel Vaubien) : officier Julius Edgewood - Daya Vaidya (VF : Julie Cavanna) : Jen Kowski - Mark Rolston (VF : Bertrand Dingé) : lieutenant Don Thorne - Eric Ladin (VF : Romain Lemire) : Scott Anderson (saisons 3 puis 5 à 7) - Bess Armstrong (VF : Valérie Even) : la juge Donna Sobel (saisons 5 à 7) - Mark Herrier (VF : Jean-Loup Horwitz) : capitaine Dennis Cooper (saisons 5 à 7) - Jason Sims-Prewitt : officier Victor Rhodes - Joni Bovill (VF : Maïté Monceau) : Ida Saison 1 - Katharine Leonard : Marjorie Lowe - Abraham Benrubi (VF : Olivier Cordina) : Rodney Belk, procureur adjoint, avocat d'Harry Bosch (saisons 1 & 7) - Veronica Cartwright (VF : Marion Posta) : Irene Saxon - Mark Derwin (VF : Michel Dodane) : Harvey Pounds (saisons 1 & 7) - Shawn Hatosy (VF : Damien Ferrette) : Johnny Stokes - Robbie Jones (VF : Namakan Koné) : officier George Irving (saisons 1 et 2) - Adam O'Byrne (VF : Julien Allouf) : Nate Tyler - Paul Vincent O'Connor (VF : Mario Pecqueur) : le juge Alan M. Keyes - Rose Rollins (VF : Sophie Arthuys) : inspecteur Kizmin Rider - Alan Rosenberg (VF : Gabriel Le Doze) : docteur William Golliher (saisons 1 et 7) - Scott Wilson (VF : Michel Ruhl) : Paul Guyot - Michelle Hurd (saison 1) puis Erika Alexander (saisons 2 et 3) (VF : Annie Milon) : Connie Irving - Kirk Bovill : le père adoptif d'Harry - Hoon Lee (VF : Pierre Tessier) : Reggie Woo - John Eddins (VF : Gilles Salé) : Wash Saison 2 - Yancey Arias (VF : Thomas Roditi) : Hector Ramos (saisons 2 à 4 puis 6) - Ingrid Rogers (VF : Sara Viot) : Latonya Edgar (saisons 2 à 7) - John Marshall Jones (VF : Saïd Amadis) : agent Jay Griffin (saisons 2 à 4) - Ryan Ahern (VF : Martin Faliu) : officier Ray Powers (saisons 2 à 7) - Matthew Lillard (VF : Anatole de Bodinat) : Luke « Lucky » Rykov (saisons 2, 3 et 7) - David Marciano (VF : Philippe Catoire) : inspecteur Brad Conniff (saisons 2, 3, 5 et 6) - Jacqueline Piñol (VF : Elsa Davoine) : Julie Espinosa (saisons 2, 3, 5 et 6) - Leisha Hailey (VF : Déborah Perret) : officier Maureen "Mo" O'Grady - James Ransone (VF : Donald Reignoux) : officier Eddie Arceneaux - Emilia Zoryan (VF : Maïa Michaud) : Layla - Christopher Cousins (VF : Guy Chapellier) : Martin Weiss - Michael Yebba (VF : Frédéric Souterelle) : Mike Saison 3 - Cynthia McWilliams (en) : l'inspectrice Joan Bennett - Winter Ave Zoli (VF : Dominique Vallée) : inspecteur Amy Snyder - Barry Shabaka Henley (VF : Paul Borne) : inspecteur Terry Drake - John Getz (VF : Marc Duret) : Bradley Walker - Linda Park (VF : Karine Foviau) : Jun Park - Verona Blue (VF : Camille Donda) : Shaz - Monti Sharp : Clifton Campbell - John Ales (VF : Arnaud Bédouet) : Andrew Holland - Max Arciniega (VF : Olivier Chauvel) : Xavi Moreno - Christopher Backus (VF : Fabien Jacquelin) : Woody Woodrow - Beth Broderick (VF : Danièle Douet) : juge Sharon Houghton - Frank Clem : Ed Gunn - Spencer Garrett (VF : Mathieu Buscatto) : maître Fowkkes - Jeffrey Pierce (VF : Denis Laustriat) : Trevor Dobbs - Brooke Smith (VF : Véronique Augereau) : capitaine Ellen Lewis - Paola Turbay (VF : Virginie Caliari) : adjointe au procureur Anita Benitez - Jared Ward : Jesse Tafero - Arnold Vosloo (VF : Luc Bernard) : Rudy Tafero - Bridger Zadina (VF : Clément Moreau) : Sharkey | Saison 4 - Clark Johnson (VF : Patrick Messe) : Howard Elias - Tamberla Perry (VF : Claire Morin) : inspecteur Gabriella Lincoln - Anne Dudek (VF : Laura Blanc) : Pamela Duncan - Jamie McShane (VF : Yann Guillemot) : inspecteur Francis Sheehan - Louis Ozawa Changchien (VF : Benjamin Egner) : agent spécial du FBI Chuck Deng - Anna Diop (VF : Nastassja Girard) : Desiree Zealy - Sara Arrington (VF : Flora Brunier) : Margaret Sheehan - Deidrie Henry (VF : Anne Jolivet) : Millie Elias - David Hoflin (VF : Tristan Petitgirard) : inspecteur Doug Rooker - Keston John (VF : Pascal Nowak) : Michael Harris - Kristen Ariza (VF : Sandrine Moaligou) : Laura Cooke - Leonard Wu (VF : Xavier Couleau) : Shiwei Chen - Jason Rogel : inspecteur Jeremy Fix Saison 5 - Ryan Hurst (VF : Philippe Vincent) : Hector Bonner - Mason Dye (VF : Julien Bouanich) : Tom Galligan - Judith Moreland (VF : Olivia Dalric) : procureure Roselyn Hines - M. C. Gainey (VF : Philippe Dumond) : Ryan Rodgers - Bianca Kajlich (VF : Stéphanie Hédin) : Christina Henry - Chris Browning (en) (VF : Jérôme Pauwels) : Preston Borders - Juliet Landau (VF : Nathalie Bienaimé) : Rita Tedesco - Jon Lindstrom (VF : Yann Sundberg) : Lance Cronyn - Avery Clyde (VF : Ludmila Ruoso) : Kathy Zelden - Doug Simpson (VF : Jim Redler) : Terry Spencer - Chris Vance (VF : Laurent Maurel) : Dalton Walsh - Jamie Anne Allman (VF : Clara Soares) : Elizabeth Clayton - C. Thomas Howell : Louis Degner - Yani Gellman (VF : Benjamin Penamaria) : Jose Esquivel Jr. - Kevin Sifuentes (VF : Marc Perez) : Jose Esquivel Sr. - Rene Moran (VF : Romain Altché) : Oscar Pineto - Celestino Cornielle (VF : Alex Fondja) : Charlie Hovan - Kwame Patterson (VF : Baptiste Marc) : Gary Wise - Sam Meader : Sean Terrion - Mark Adair-Rios (VF : Charles Pestel) : adjoint au procureur Alex Kennedy - Richard Brooks (VF : Serge Faliu) : Dwight Wise - Treva Etienne (VF : Stéphane Roux) : Jacques Avril - Wilmer Calderon (en) (VF : Pierre Carbonnier) : inspecteur Daniel Arias - Al Vicente (VF : Emmanuel Rausenberger) : inspecteur Ray Marcos Saison 6 - Kovar McClure : docteur Stanley Kent - Lynn Collins (VF : Marie-Eugénie Maréchal) : Alicia Kent - Julie Ann Emery (VF : Barbara Tissier) : agent du FBI Sylvia Reece - Adam J. Harrington (VF : Benoît DuPac) : agent du FBI Jack Brenner - Carter MacIntyre (VF : Emmanuel Lemire) : agent du FBI Clifford Maxwell - Abby Brammell (VF : Myrtille Bakouche) : Heather Strout - Kevin Will (VF : José Luccioni) : Waylon Strout - Chris Payne Gilbert (VF : Yannick Jaspart) : Travis Strout - Leith M. Burke : Charlie Dax - Mary-Bonner Baker (VF : Laurence Charpentier) : adjointe au procureur Hannah Blair - Benjamin Burt (VF : Pierre Saget) : Ben Craver - Jon Fletcher (VF : Hervé Rey) : Alex Sands - Tzi Ma : Brent Charles - Ashton Holmes (VF : Nicolas Duquenoy) : Roger Dillon - Jonny Rios (VF : Léo Faure) puis (VF : Martin Faliu) : Antonio Valens - D. W. Moffett (VF : Nicolas Marié) : Jack Killoran - Mitchell Fink (VF : Jérémy Prévost) : Ray Thacker - Bambadjan Bamba : Remi Toussaint - Brian D. Mason (VF : Jonathan Le Guillou) : Winston - Terrence Terrell : Marvel Saison 7 - Reed Diamond (VF : Guillaume Lebon) : Vincent Franzen - Gino Vento (VF : Guillaume Beaujolais) : Mickey Pena - Carlos Miranda (VF : Alexis Tomassian) : Chris Collins - Valerie Dillman (VF : Christine Bellier) : Chris Collins - Vanessa Born (VF : Marie Bouvier) : Gladys "La Mayorista" Rodriguez - Hunter Burke (VF : Jonathan Le Guillou) : James Leonard - Jonathan Ohye (VF : Samuel Soulie) : Clyde Norris - Bryan Michael Nunez : Pedro Alvarez - Milissa Sears (VF : Julie Turin) : Tegan Boyle |

- Version française
  - Société de doublage : Nice Fellow[4] (saison 1) puis Deluxe Media Paris (saisons 2 à 7)
  - Enregistrement et mixage : O'Bahamas
  - Direction artistique : Claire Guyot (saisons 1 & 2) puis Anne Rondeleux (saisons 3 à 7)
  - Adaptation des dialogues : Marie-Isabelle Chigot, Stéphane Salvetti et David Blin

 Source et légende : version française (VF) sur RS Doublage

## Production

### Développement
Il s'agit d'un des deux pilotes de séries dramatiques Amazon diffusés en streaming début 2014. Les téléspectateurs ont été invités à donner leur opinion sur ces deux pilotes avant que le studio ne décide quelle série produire. Le 12 mars 2014, Amazon a commandé une saison complète pour être diffusée sur Amazon Video, diffusion qui commença le 13 février 2015.
Selon Connelly, « un bon nombre de changements ont été apportés au monde de Harry Bosch pour passer de la page à l'écran. Dans la série télévisée, Harry a 47 ans et est un vétéran de la première guerre du Golfe en 1991, lorsqu'il était membre d'une équipe des forces spéciales chargée de déblayer les tunnels, mais il est maintenant officier de police depuis vingt ans, avec une exception d'un an lorsqu'il s'est réengagé dans l'armée après le 11 septembre, comme l'ont fait de nombreux officiers du LAPD. Il est revenu dans les forces de police après avoir servi en Afghanistan et avoir été confronté à nouveau à la guerre des tunnels. »
Le 18 mars 2015, la série est renouvelée pour une deuxième saison qui s'inspire des romans Le Cadavre dans la Rolls, Ceux qui tombent et Le Dernier Coyote.
Le 1er avril 2016, la série est renouvelée pour une troisième saison, qui s'inspire des Égouts de Los Angeles et de l'Oiseau des ténèbres.
Le 17 octobre 2016, la série est renouvelée pour une quatrième saison, ce que Michael Connelly confirme sur sa page Facebook le 24 avril 2017.
Le 13 février 2018, la série est renouvelée pour une cinquième saison.
Le 15 novembre 2018, la série est renouvelée pour une sixième saison avant la sortie de la précédente,,.
Le 13 février 2020, la série est renouvelée pour une septième et dernière saison.
Elle est prolongée par une série dérivée intitulée Bosch: Legacy, qui reprend une partie de la distribution de la série initiale et dont le rôle titre est toujours incarné par Titus Welliver. Sa première saison est mise en ligne sur Prime Video en mai 2022.

### Tournage
La série est tournée à Los Angeles, en Californie, aux États-Unis.

### Fiche technique
- Titre original : Bosch
- Titre français : Harry Bosch
- Création : Michael Connelly
- Réalisation : Jim McKay, Ernest R. Dickerson, Kevin Dowling, Roxann Dawson, Matt Earl Beesley, Thomas Carter, Pieter Jan Brugge, Christine Moore, Adam Davidson, Phil Abraham, Tim Hunter et Alex Zakrzewski
- Scénario : Michael Connelly, Eric Overmyer, William N. Fordes, Diane Frolov, Andrew Schneider et Tom Smuts
- Direction artistique : Marc Dabe
- Décors : Betty Berberian
- Costumes : Catherine Adair
- Photographie : Patrick Cady et Paul M. Sommers
- Montage : Dorian Harris, Steven Cohen et Elba Sanchez-Short
- Musique : Jesse Voccia
- Casting : Carrie Audino et Laura Schiff
- Production : Rachel Rusch, Patrick Mckee
- Production exécutive : Tom Smuts
- Sociétés de production : Amazon Studios et Fabrik Entertainment
- Sociétés de distribution : Amazon Video
- Pays d'origine :  États-Unis
- Langue originale : anglais
- Format : couleur - 35 mm - 1,78:1 - son stéréo
- Genre : série dramatique et policière

 Sauf indication contraire, les informations mentionnées dans cette section peuvent être confirmées par la base de données cinématographiques IMDb,  présente dans la section « Liens externes ».

## Épisodes

### Première saison (2014-2015)
1. La Cité des ossements (Chapter One: 'Tis the Season)
2. La Lumière perdue (Chapter Two: Lost Light)
3. Foi policière (Chapter Three: Blue Religion)
4. Fiasco (Chapter Four: Fugazi)
5. Fils à maman (Chapter Five: Mama's Boy)
6. Le Loup et le Renard (Chapter Six: Donkey's Years)
7. Enfants perdus (Chapter Seven: Lost Boys)
8. Entre deux feux (Chapter Eight: High Low)
9. Catacombes (Chapter Nine: The Magic Castle)
10. Eux et nous (Chapter Ten: Us and Them)

### Deuxième saison (2016)
Elle a été diffusée à partir du 4 mars 2016.
1. Le Cadavre dans la rolls (Trunk Music)
2. La Chose à propos de secrets (The Thing About Secrets)
3. Victime de la nuit (Victim of the Night)
4. Le Gros Lot ? (Who's Lucky Now?)
5. Disparu (Gone)
6. Attaque au cœur (Heart Attack)
7. Temps de sortie (Exit Time)
8. Suivre l'argent (Follow the Money)
9. La Reine des martyrs (Queen of Martyrs)
10. Tout le monde compte (Everybody Counts)

### Troisième saison (2017)
Elle a été diffusée à partir du 21 avril 2017.
1. Ceux qui tombent (The Smog Cutter)
2. Dieu te voit (The Last Four Things)
3. Comme un doute (God Sees)
4. El Compadre (El Compadre)
5. Sharkey (Blood Under the Bridge)
6. Ce que les gens pensent (Birdland)
7. Les Deux Frères (Right Play)
8. Le Son d'un fusil (Aye Papi)
9. D'un secret à l'autre (Clear Shot)
10. D'outre tombe (The Sea King)

### Quatrième saison (2018)
Elle a été diffusée à partir du 13 avril 2018.
1. Demande à la poussière (Ask the Dust)
2. Fatal Funiculaire (Dreams of Bunker Hill)
3. Pomme pourrie (Devil in the House)
4. Les Vies passées (Past Lives)
5. En eaux troubles (The Coping)
6. Ébullition (The Wine of Youth)
7. Mauvaises surprises (Missed Connections)
8. Nuages noirs (Dark Sky)
9. Rojo Profundo (Rojo Profundo)
10. Comptes à rendre (Book of the Unclaimed Dead)

### Cinquième saison (2019)
Elle a été diffusée à partir du 19 avril 2019.
1. Le Choix des vérités (Two Kinds of Truth)
2. Trafic sur ordonnance (Pill Shills)
3. Dernière Prescription (The Last Scrip)
4. Réveiller les morts (Raise the Dead)
5. Œillères (Tunnel Vision)
6. L'Hippocampe (The Space Between the Stars)
7. La Sagesse du désert (The Wisdom of the Desert)
8. Pour Daisy (Salvation Mountain)
9. Huis clos (Hold Back the Night)
10. Coltrane (Creep Signed His Kill)

### Sixième saison (2020)
Elle est diffusée à partir du 17 avril 2020.
1. À genoux (The Overlook)
2. La Menace (Good People on Both Sides)
3. Sur le bord de la route (Three Widows)
4. Diversion (Part of the Dea)
5. 48 Heures (Money, Honey)
6. Plan B (The Ace Hotel)
7. Rancœur (Hard Feelings)
8. Copycat (Copy Cat)
9. Danser avec le Diable (Dark Sacred Night)
10. Faire ce qu'il faut (Some Measure of Justice)

### Septième saison (2021)
Elle est mise en ligne le 25 juin 2021.
1. Tout le monde compte (Brazen)
2. Compromis (The Dog You Feed)
3. En savoir trop (Sabes Demasiado)
4. Témoin gênant (Triple Play)
5. Que justice soit rendue (Jury's Still Out)
6. Un mal pour un bien (The Greater Good)
7. Une autre voie (Workaround)
8. Pour Sonia (Por Sonia)

## Accueil critique

### Première saison
Sur Allociné, la première saison obtient une note de 3,8/5 avec 82 notes.
Sur Rotten Tomatoes, la première saison a une note de 83 % sur la base de 30 critiques, avec une note moyenne de 7,1/10. Le consensus des critiques du site est le suivant : « Un drame policier inégal et banal est aiguisé par une atmosphère grinçante, un jeu d'acteur solide et quelques tournures passionnantes et pleines de suspense. »
Sur le site Metacritic, la saison a obtenu une note moyenne pondérée de 71 sur 100, sur la base de 17 critiques, ce qui indique des « critiques généralement favorables ».

### Saisons suivantes
Sur Allociné, la deuxième saison obtient d'une note de 3,8/5 pour 53 notes.
Sur Rotten Tomatoes, la saison 2 a obtenu un taux d'approbation de 100 % sur la base de 14 critiques, avec une note moyenne de 7,67/10. Le consensus critique du site précise : « Bosch affine ses forces pulpeuses dans une deuxième saison superlative, en exécutant sa formule procédurale avec un panache sans faille qui convient à son personnage titre. » Sur Metacritic, la saison a une note moyenne pondérée de 76 sur 100, basée sur 7 critiques, ce qui indique des « critiques généralement favorables ».
Sur Allociné, la troisième saison obtient une note de 3,7/5 avec 41 notes. Sur Rotten Tomatoes, la troisième saison a un taux d'approbation de 100 % sur la base de 10 critiques, avec une note moyenne de 8/10.
Sur Allociné, la quatrième saison obtient une note de 3,7/5 avec 42 notes et la cinquième 3,6/5 avec 32 notes. Sur Rotten Tomatoes, la quatrième saison bénéficie également d'un taux d'approbation de 100 % sur la base de 10 critiques, avec une note moyenne de 8/10.
Sur Rotten Tomatoes, les saisons 5 et 6 ont également un taux d'approbation de 100 %.

## Séries dérivées
Une première série dérivée, intitulée Bosch: Legacy, est diffusée sur Prime Video dès 2022. Retiré de la police, Harry Bosch s'est reconverti en détective privé et coopère occasionnellement avec l'avocate Honey « Money » Chandler, après avoir souvent été son “adversaire” par le passé. Maddie fait partie des nouvelles recrues du LAPD, sous la houlette de sa nouvelle partenaire, Reyna Vasquez. Harry est aidé par Maurice « Mo » Bassi, un spécialiste des nouvelles technologies. Bosch: Legacy dure trois saisons jusqu'en 2025.
En 2024, Prime Video annonce le lancement d'une seconde série dérivée, Ballard. Diffusée à l'été 2025, elle met en scène le personnage de Renée Ballard, incarné par Maggie Q.